# Megfigyelő programtervezési minta
Az Observer, vagy Megfigyelő minta egy olyan szoftvertervezési minta, melyben egy objektum, melyet alanynak hívunk, listát vezet alárendeltjeiről, akiket megfigyelőknek hívunk és automatikusan értesíti őket bármilyen állapotváltozásról, többnyire valamely metódusuk meghívásán keresztül. Többnyire elosztott eseménykezelő rendszerek kialakításakor használjuk. A Megfigyelő minta kulcsfontosságú része az ismert Model-View-Controller (MVC, Modell-Nézet-Vezérlő) architekturális modellnek. A Megfigyelő mintát számos programozási könyvtár és rendszer alkalmazza, többek között szinte minden GUI toolkit.
A Megfigyelő minta memóriaszivárgást okozhat, melyet elévülő hallgató problémaként is ismerhetünk, mivel az alap implementáció során explicit regisztrációt és explicit deregisztrációt is végrehajtunk, mint a megsemmisítési mintában, mivel az alany erősen kötődik a megfigyelőkhöz, hogy azok aktívak maradjanak. Ezt megelőzhetjük, ha az alanyok csak gyengén kötődnek a megfigyelőkhöz.
Kapcsolódó minták: Közvetítő, Egyke, fel- és leiratkozás.

## Kapcsolódás
A megfigyelőt gyakran úgy implementálják, hogy az alany annak az objektumnak a része, aminek az állapotát megfigyelik, és ha szükséges, akkor értesítse a változásról a megfigyelőket. Ez szoros csatolást eredményez, így az alany és a megfigyelők tudnak egymásról, és ami még rosszabb, turkálhatnak egymásban. Ez rontja a sebességet, a skálázhatóságot, a karbantarthatóságot, a biztonságot és a rugalmasságot.
Egy másik megvalósítási mód a fel- és leiratkozási minta, ahol üzenetekkel kommunikálnak. Ez tartalmaz egy üzenetsor szervert és egy üzenetkezelőt is. Ez lehetővé teszi, hogy a megfigyelők és az alanyok lazábban kapcsolódjanak, és még csak ne ismerjék egymást, hiszen a üzenetszerver közvetít közöttük. De a fel- és leiratkozás minta máshogy is használható, amivel jelek és értesítések küldhetők; ezzel hasonló eredmény érhető el, a megfigyelő minta használata nélkül. Azonban a korai ablakozó rendszerekben még nem különült el a két minta, és szinomimaként használták.
A megfigyelő minta Gammáék könyvében nagyon le van egyszerűsítve. Nem foglalkozik azzal a logikával, amit az alany az üzenet küldése előtt vagy után végez. Nem törődik az üzenetek felhasználásával vagy feljegyzésével. Ezeket rendszerint az üzenetküldő rendszer végzi, aminek a megfigyelő minta a része.

## Szerkezet

A Megfigyelő minta UML ábrája

## Példa
Az alábbi Java példa billentyűzetparancsokat fogad inputként és minden ilyen input sort külön eseményként kezel. A példa a java.util.Observer és a java.util.Observable  könyvtárcsoportra épül. Amikor a System.in stringet ad, meghívódik a notifyObservers metódus, mely értesíti a megfigyelőket egy esemény bekövetkeztéről azáltal, hogy meghívja azok ’update’ metódusát, melyet jelen esetben a lambda függvény reprezentál.
```
import
 
java.util.Observable
;

import
 
java.util.Scanner
;

 

class
 
EventSource
 
extends
 
Observable
 
implements
 
Runnable
 
{

    
public
 
void
 
run
()
 
{

        
while
 
(
true
)
 
{

            
String
 
response
 
=
 
new
 
Scanner
(
System
.
in
).
next
();

            
setChanged
();

            
notifyObservers
(
response
);

        
}

    
}

}

```

```
import
 
java.util.Observable
;

import static
 
java.lang.System.out
;

 

class
 
MyApp
 
{

    
public
 
static
 
void
 
main
(
String
[]
 
args
)
 
{

        
out
.
println
(
"Enter Text >"
);

        
EventSource
 
eventSource
 
=
 
new
 
EventSource
();

 

        
eventSource
.
addObserver
((
Observable
 
obj
,
 
Object
 
arg
)
 
->
 
{
 

            
out
.
println
(
"\nReceived response: "
 
+
 
arg
);

        
});

 

        
new
 
Thread
(
eventSource
).
start
();

    
}

}

```

Hasonló példa Python-ban:
```
class
 
Observable
:

    
def
 
__init__
(
self
):

        
self
.
__observers
 
=
 
[]

 
    
def
 
register_observer
(
self
,
 
observer
):

        
self
.
__observers
.
append
(
observer
)

 
    
def
 
notify_observers
(
self
,
 
*
args
,
 
**
kwargs
):

        
for
 
observer
 
in
 
self
.
__observers
:

            
observer
.
notify
(
self
,
 
*
args
,
 
**
kwargs
)

 
 

class
 
Observer
:

    
def
 
__init__
(
self
,
 
observable
):

        
observable
.
register_observer
(
self
)

 
    
def
 
notify
(
self
,
 
observable
,
 
*
args
,
 
**
kwargs
):

        
print
(
'Got'
,
 
args
,
 
kwargs
,
 
'From'
,
 
observable
)

 

subject
 
=
 
Observable
()

observer
 
=
 
Observer
(
subject
)

subject
.
notify_observers
(
'test'
)

```